# Evelyn Boscawen (6e vicomte Falmouth)
Evelyn Boscawen, 6e vicomte de Falmouth (18 mars 1819 - 6 novembre 1889), est un éleveur de chevaux de course gagnant de nombreuses courses classiques.

## Vie privée
Il est le fils du révérend John Evelyn Boscawen, chanoine de Cantorbéry (1790–12 avril 1851) et Catherine Elizabeth Annesley (décédée le 30 juillet 1859). Il fait ses études au collège d'Eton et à l'Université d'Oxford et est admis au barreau en 1841. Lors de son mariage avec Mary Frances Elizabeth Stapleton (24 mars 1822 - 20 novembre 1891) le 29 juillet 1845, il acquiert le château de Mereworth, près de Maidstone, Kent. Son épouse est la 17e baronne le Despencer. Ils ont six enfants : 
1. Mary Elizabeth Frances Catherine (1846-21 janvier 1916)
2. Evelyn Edward Thomas (24 juillet 1847 - 1er octobre 1918)
3. Hugh le Despenser (28 février 1849-8 avril 1908), épouse Mary FitzWilliam, fille de William Wentworth-Fitzwilliam (6e comte Fitzwilliam)
4. Edith Maria (1851-24 septembre 1906)
5. Mabel Emma (1855-26 octobre 1927), épouse Charles HB Williams, du Château de Bodelwyddan le 18 avril 1882[2]
6. John Richard de Clare (19 décembre 1860 - 12 décembre 1915)[3]

À la mort de son cousin, George Boscawen (8 juillet 1811 - 29 août 1852), il accède aux titres de vicomte et 6e baron de Boscawen Rose, Cornouailles. Il hérite aussi du siège de la famille des Boscawens à Tregothnan,.
Lord Falmouth est mort le 6 novembre 1889 et est enterré à l'église St Lawrence, à Mereworth.

## Course de chevaux
En 1845, après son mariage, il achète le château de Mereworth, dans le Kent, qui devient le site d'un grand haras prospère, élevant des chevaux pur sang et remportant de nombreuses courses classiques. Il utilise à l'origine le pseudonyme de M. Valentine lorsqu'il commence à se lancer dans la course de chevaux. Ses chevaux sont d'abord entraînés par John Scott à Malton, dans le Yorkshire du Nord et quand Scott meurt en 1871, il les fait dresser par Mathew Dawson à Newmarket. Fred Archer, un apprenti de Dawson, devient le jockey retenu par Lord Falmouth en 1874 après la victoire d'Archer au cours des 2000 Guinées. Archer est décrit par le National Horseracing Museum comme « ... le meilleur jockey polyvalent que le Turf ait jamais vu ... », remportant 2748 courses dont 21 Classics - plus de la moitié étaient pour Lord Falmouth.
Lord Falmouth est le premier dans la liste des propriétaires gagnants en 1877, 1878 et 1880, et termine deuxième en 1879. Ses gains pour 1880 sont de 16 061 £, Bal Gal remportant huit courses et contribuant plus de 10 000 £ en prix. Son succès dans les Classiques est tel que Lord Rosebery fait imprimer un formulaire spécial sur lequel lui adresser ses félicitations. Lord Falmouth prend sa retraite de la course en janvier 1884. Ses chevaux de course sont vendus aux enchères au paddock de Matthew Dawson à Newmarket le 28 avril 1884. La somme totale réalisée est de 36 420 guinées à une moyenne de 1 517½ par cheval. Busybody lève 8 800 guinées et Harvester 8 600, ce dernier étant vendu à Sir John Willoughby. Son élevage est vendu le 30 juin 1884.

### Victoires de courses classiques
- Vainqueurs du Derby d'Epsom - 1870 : Kingcraft, 1877 : Silvio
- 1000 lauréats Guinéas - 1862 : Ouragan, 1873 : Cecilia, 1875 : Spinaway, 1879 : Wheel of Fortune
- 2000 Guinées - 1874 : Atlantique, 1879 : Charibert, 1883 : Galliard
- Gagnants d'Epsom - 1863 : Queen Bertha, 1875 : Spinaway, 1878 : Jannette, 1880 : Wheel of Fortune
- Lauréats de Saint-Léger - 1877 : Silvio, 1878 : Jannette, 1882 : Dutch Oven

Les Falmouth Stakes sont nommés en l'honneur d'Evelyn Boscawen et fondés en 1911. Initialement réservé aux pouliches de trois ans, il est maintenant ouvert aux pouliches et aux juments âgées de trois ans ou plus et courues sur le parcours de juillet à Newmarket sur une distance de 1 mile (1609 mètres). Il devrait avoir lieu chaque année en juillet.

## Jardins botaniques de Tregothnan
Les jardins sont connus pour la première fois en 1695 par la voyageuse, Celia Fiennes, dans son livre Through England on a Side-Saddle, lorsqu'elle rend visite à Hugh Boscawen, un parent par mariage. Les jardins actuels sont développés par Evelyn Boscawen et son frère l'honorable et révérend John Townshend Boscawen, qui est recteur de la paroisse voisine de Lamorran.